# 韶山7D型电力机车
韶山7D型電力機車（SS7D）是中國鐵路的電力機車車型之一，是为适应中国铁路大提速的需要、特別為隴海鐵路鄭州至西安段而設計的准高速干线客运用电力机车。该型机车由大同机车厂、株洲电力机车研究所、成都机车车辆厂于1999年联合研制成功，至2002年累计生产了59台，全部配属西安铁路局西安机务段使用。韶山7D型电力机车持续功率为4800千瓦，最高速度为170公里/小时，主要特点为采用三段不等分半控桥整流电路、加馈电阻制动、牵引电机架承式全悬挂、独立通风系统等。

## 发展历史

### 研制
为了满足中国铁路客运提速的需要，中华人民共和国铁道部于1999年下达了《关于下达SS7D型电力机车设计任务书的通知》，要求大同机车厂与株洲电力机车研究所、成都机车车辆厂共同设计研制最大速度为170公里/小时的韶山7D型准高速客运电力机车。1999年10月，韶山7D型机车施工设计通过铁道部技术设计审查，开始投入试制。同年12月29日，首两台韶山7D型机车在大同机车厂竣工出厂。
韶山7D型电力机车是在韶山7C型电力机车基础上研制的新型客运电力机车，设计遵循了简统化、标准化、系列化原则。韶山7D型机车沿用了韶山7系列电力机车的Bo-Bo-Bo轴式，并采用了牵引电机架承式全悬挂、轮对空心轴六连杆传动方式，通过降低轴重、减小簧下重量、优化悬挂刚度等技术改进措施，使机车既能够适应小半径曲线，又满足直线区段提速需要。此外，机车并采用了微机控制系统、逻辑控制单元、独立风道通风等新技术。

### 试验

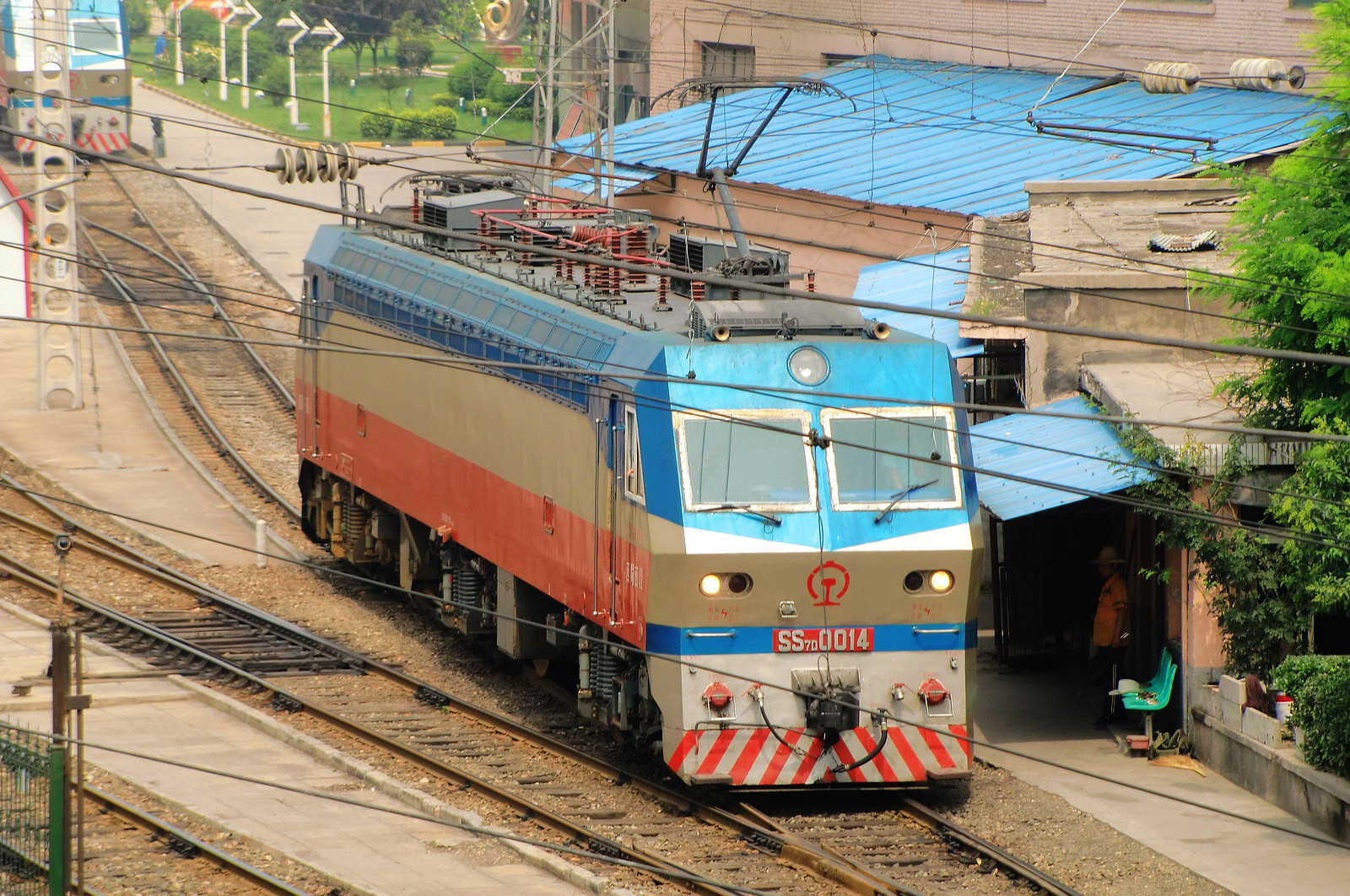
西安机务段内的韶山7D型0014号电力机车

首两台韶山7D型机车出厂后进行了一系列各类型试验，其中0001号机车于2000年2月在铁道部科学研究院环形铁道试验基地顺利通过安全评估试验，并于同年3月28日在京广铁路郑州至广水区段间进行了试验设备数据线路调试，4月1日至2日分别在郑州至广水、郑州至漯河区段进行动力学试验和制动试验，期间最高试验速度达190.3公里/小时。试验结果表明，韶山7D型电力机车的牵引性能、紧急制动性能、动力学性能都完全满足设计任务书的要求。
韶山7D型0001、0002号机车分别从2000年4月、5月起，在郑州铁路局西安机务段投入运行考核，承担陇海铁路郑州至西安间的长交路客运牵引任务；至2000年12月底，两台机车均已经分别完成20万公里的运行考核，并无发生机破，仅临修一次。在此期间，韶山7D型机车又在2000年9月参与了新欧亚大陆桥提速平推试验，由时任铁道部副部长刘志军率领铁道部科学研究院和机车车辆工厂的专家，亲自指挥试验车平推检查陇海铁路、兰新铁路、北疆铁路；韶山7D型机车顺利完成了陇海铁路郑州至天水段的提速牵引试验，最高运行速度达到147公里/小时。
韶山7D型机车完成运行考核后，于2001年1月在铁科院环形铁道试验基地进行整车型式试验，包括牵引性能、制动性能、受电弓性能、功率因数和谐波、过电压和机车称重试验。2001年4月，韶山7D型电力机车正式部级科技成果鉴定。
此外，韶山7D型机车也曾经在2003年担任中国铁路第五次大提速的提速牵引试验机车。2003年12月15日至16日，韶山7D型0053号机车完成了陇海铁路西安至兰州区间往返1300余公里的提速试验，试验列车编组19辆，期间最高时速达到173.5公里。同年12月21日，韶山7D型0053号机车又完成了京广铁路长沙至北京区间的提速试验，同样牵引19辆编组试验列车，以10小时50分完成了1587公里的路程，其平均速度達146.492Km/h，时任铁道部部长刘志军、副部长胡亚东等人参与了这次试验。

### 生产和运用
完成鉴定之后，韶山7D型机车于2001年投入批量生产，至2002年12月停产，大同机车厂累计生产了59台韶山7D型电力机车，机车編號為0001～0058、0631，全部配属西安机务段运用。當中0631号车被命名為「鋼人鐵馬號」，是西安机务段第四代“钢人铁马号”机车，于2002年接替了上一代的东风4型0631号机车，但於2017年6月由HXD3D型電力機車接替。
韶山7D型机车初期主要由西安机务段西郑快车队运用，担当陇海铁路西安至郑州间的客运牵引任务。此后，又在2003年投入西康铁路运用，取代韶山1型电力机车。2005年，随着中国铁路实行撤销铁路分局的体制改革，原郑州铁路局下辖的西安铁路分局与安康铁路分局合并成立新的西安铁路局，所有韶山7D型机车改配属为西安铁路局。至2006年，原宝鸡机务段与西安机务段、新丰镇机务段重新整合后，贯通了西安—宝鸡—广元的客运长交路，韶山7D型机车开始出现在宝成铁路。随着中国铁路进一步推广实行机车长交路，西安机务段的韶山7D型机车也于2007年4月起直通成都，2010年1月起直通武昌、上海。

## 技术特点

### 总体布置

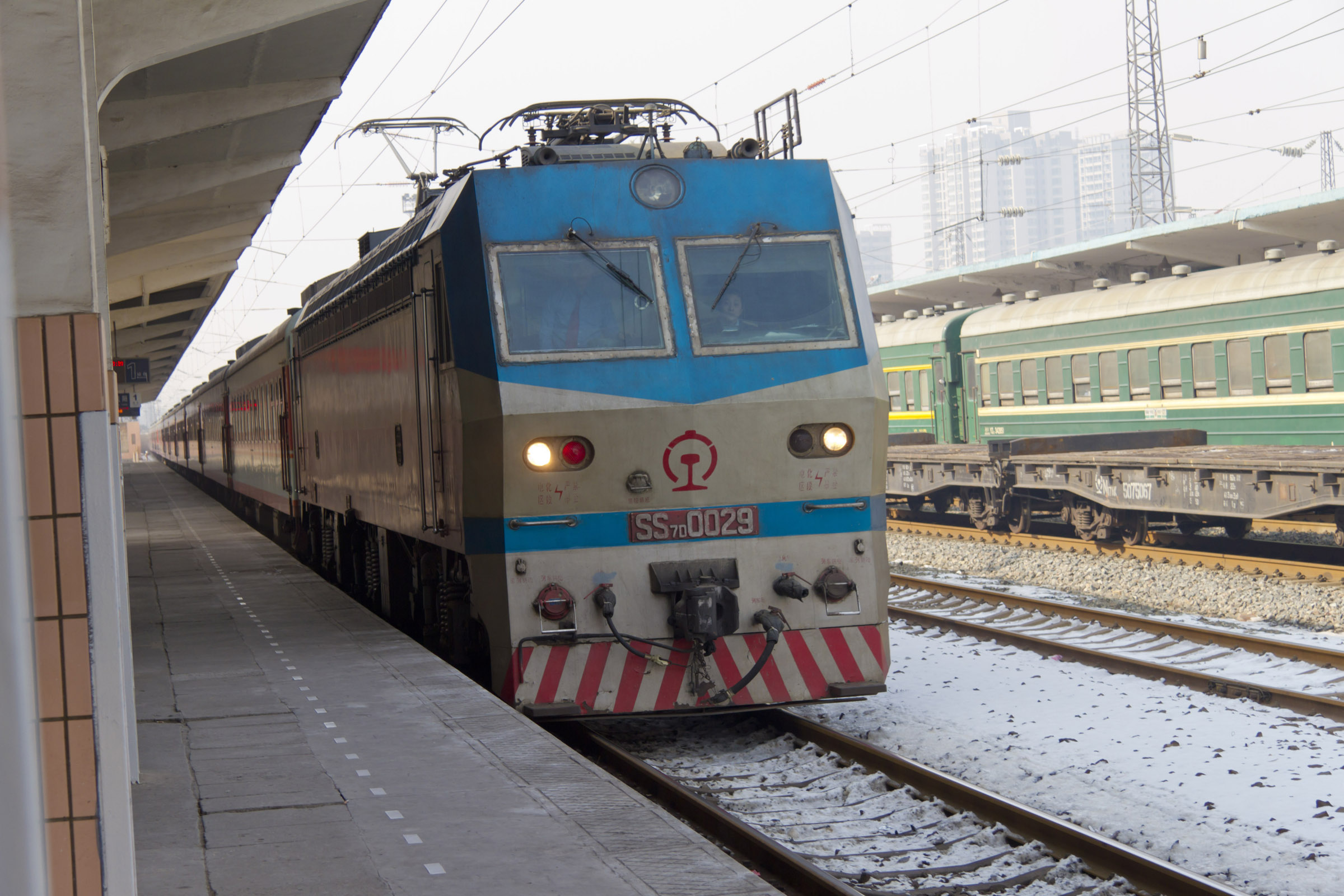
咸阳站内的韶山7D型0029号机车

韶山7D型电力机车是六轴干线客运电力机车。车体采用了框架式整体承载结构，总体布置沿用双侧走廊、两端司机室；全车共分七个间隔室，中间为变压器室、然后向两侧依次为l、II端高压室，I、II端辅助室，I、II端司机室。主要电器设备以机车最重设备主变压器为中央，其他设备分平面斜对称布置为主，有利于重量平衡；车顶两端司机室之后各装一台TSG3-630/25型单臂式受电弓；车顶中部装一台主断路器。为了减小因机车速度提高而增大的轮轨作用力，韶山7D型机车轴重定为21吨、总重126吨，比韶山7C型机车分别减少1吨和6吨，因此机车总体、车体、转向架、变压器等各主要部件均做了轻量化设计；机车车体也经过重新设计，增加了侧梁高度以保证车体的垂向刚度，侧墙两端顶部设有通风口以满足车体独立通风的要求，并对机车头型进行全新微流线化设计。另外，自0029号机车起改为标准化司机室。
车内电气设备沿用了韶山7系列机车的屏柜化、单元化布置方式。韶山7D型机车也是中国第一种采用独立通风系统的电力机车，取代了侧墙百叶窗进风车体通风方式，独立通风采用侧墙夹层进风道，按冷却对象分为牵引电机通风、制动电阻通风、交流辅助装置通风和变压器通风四大通风支路；每条通风支路均有自己独立的进、出风风道，有助减低车内负压，改善机车防尘效果及防寒性能。

### 机车主电路
韶山7D型电力机车是交—直流电传动的单相工频交流电力机车。韶山7D型机车主电路与韶山7型、韶山7B型、韶山7C型机车相比有较大变化，不再使用晶闸管两段串联相控整流桥调压方式，改为采用晶闸管不等分三段半控桥调压方式，与韶山8型、韶山9型机车主电路实现标准化、简统化。此外，由于交—直流电传动相控电力机车实现再生制动必须使用一段全控桥，但全控桥也会降低机车功率因数，且向电网反馈电力时高次谐波电流较大，降低了牵引变电所功率因数，并对通讯线路产生噪音干扰。基于上述缺点，韶山7D型机车改用三段半控桥调压的同时也取消了再生制动和功率因数补偿装置，而代之以加馈电阻制动，机车在额定工况的功率因数可大于0.81。
由于上述变化，机车变压器也经过了改进。韶山7D型机车仍然使用韶山7系列电力机车的一体化壳式变压器，包括主变压器、平波电抗器、高压电流互感器、供电电抗器等，共用冷却油箱；由于主电路改用三段半控桥，因此增加了牵引绕组输出，并取消了功率因数补偿电抗器。韶山7D型电力机车设有两组主电路，中间转向架上的两台牵引电动机分属前后两组，机车牵引时向两组各三台牵引电动机并联供电，有利于充分发挥粘着、防止发生空转；此外，每调压整流电路还有一段励磁半控桥给三台串联的电机他励绕组供电。由于韶山7型机车采用了复励牵引电机，因此只要平滑减少他励电流，就能够实现无级磁场削弱。机车恒功率速度范围由韶山7C型机车的76～120公里/小时后移至96～160公里/小时。
韶山7D型电力机车并具有向旅客列车供电功能，供电装置的电路结构和韶山7C型、韶山8型机车基本相同，额定输出电压为600V直流电，输出容量为2×400千瓦，为分两路向客车供电。此外，韶山7D型机车并增加了自动过分相功能。

### 转向架
机车走行部与韶山7型机车大致相同，为三台二轴转向架，所有车轴均为动轴，机车轴式Bo-Bo-Bo，机车固定轴距较短，曲线通过性能好。转向架采用旁承弹簧承受车体载荷的无摇枕转向架。三台转向架各自独立，中间转向架与两端转向架的区别在于增加了横向位移的横动装置，相对于车体有多达220毫米的横向偏移量，取消了停车制动装置，二系悬挂静挠度稍大，因此无法与两端转向架互换使用。牵引力和制动力通过Z型低牵引拉杆牵引装置传递，车体上有六个牵引拉杆座，通过六根牵引拉杆分别与三台转向架呈“Z”形联接，两端转向架牵引点交于轨面以下10毫米，并能够灵活调节，有利于通过曲线和减少轴重转移，辅之以电气轴重转移补偿，能获得较高的粘着性能。一系悬挂采用轴箱螺旋弹簧和橡胶垫加油压减震器的独立悬挂结构；二系悬挂采用螺旋弹簧系统、橡胶元件和油压减震器的组合，中间转向架并设有滚子轴承，并设有抗蛇行油压减震器。
韶山7D型机车使用ZD120A型牵引电动机，改进自韶山7C型机车使用的ZD120型牵引电机。两者均为六极、中电压、带有补偿绕组、全H级绝缘、全叠片机座的复励脉流牵引电动机，结构上基本相同，仅性能参数有所差异，其中ZD120A型牵引电机提高了额定电压、增加了功率。牵引电机采用架承式全悬挂、双侧六连杆轮对空心轴传动。

## 重大事故
- 2003年10月11日上午7时48分，郑州铁路局西安机务段的韶山7D型0046号机车，牵引由西宁至郑州的2010次旅客列车经由陇海铁路运行。当列车运行至义马至铁门间，因下雨导致铁路旁边山体突然滑坡，列车停车不及，造成机车及机车后五节车厢脱轨，三名旅客轻伤，陇海铁路中断行车十多个小时[9][10]。机车事故后报废。
- 2010年8月19日15时20分许，宝成铁路广汉段附近石亭江大桥两个桥墩被洪水冲毁，由西安铁路局西安机务段的韶山7D型0058号机车牵引的西安至昆明的K165次列车行至此处时14、15号两节车厢坠入石亭江中，幸因列车工作人员处理及时、有序，成功疏散旅客到其他车厢，事故并未造成人员伤亡。此次事故共造成4节车厢报废，机车并无大碍，宝成铁路下行线中断50天。事故后K165/6次列车被评为“英雄列车”，而K165次列车乘务组也荣获感动中国人物。[11]
- 2024年12月1日11时20分许，陇海铁路三门峡市境内的故县至高柏区间突发山体滑塌掩埋线路，由西安铁路局西安机务段的韶山7D型0003号机车牵引的成都西开往昆山的K292次旅客列车运行至该处脱线，无人员伤亡。事故造成0003号机车中破，机车随后被回送至宝鸡厂修理。[12]

## 参看
- 韶山7型电力机车
- 韶山7B型电力机车
- 韶山7C型电力机车
- 韶山7E型电力机车